# E
E (minuskuła: e) – piąta litera alfabetu łacińskiego, siódma litera alfabetu polskiego. Zazwyczaj oznacza samogłoskę [e] lub [ɛ].

## Historia
| A28 |

| A28 |

## Grafemy i symbole oparte na E
| Niektóre litery diakrytyzowane i ligatury | Niektóre litery diakrytyzowane i ligatury | Niektóre litery diakrytyzowane i ligatury | Niektóre litery diakrytyzowane i ligatury | Niektóre litery diakrytyzowane i ligatury | Niektóre litery diakrytyzowane i ligatury | Niektóre litery diakrytyzowane i ligatury | Niektóre litery diakrytyzowane i ligatury | Niektóre litery diakrytyzowane i ligatury | Niektóre litery diakrytyzowane i ligatury |
| ----------------------------------------- | ----------------------------------------- | ----------------------------------------- | ----------------------------------------- | ----------------------------------------- | ----------------------------------------- | ----------------------------------------- | ----------------------------------------- | ----------------------------------------- | ----------------------------------------- |
| Ĕ ĕ                                       | Ḝ ḝ                                       | Ȇ ȇ                                       | Ê ê                                       | Ę ę                                       | Ê̌ ê̌                                       | Ề ề                                       | Ế ế                                       | Ể ể                                       | Ễ ễ                                       |
| Ệ ệ                                       | Ẻ ẻ                                       | Ḙ ḙ                                       | Ě ě                                       | Ɇ ɇ                                       | Ė ė                                       | Ė́ ė́                                       | Ė̃ ė̃                                       | Ẹ ẹ                                       | Ë ë                                       |
| È è                                       | È̩ è̩                                       | Ȅ ȅ                                       | É é                                       | É̩ é̩                                       | Ē ē                                       | Ḕ ḕ                                       | Ẽ ẽ                                       | Æ æ                                       | Œ œ                                       |
| Znaki alfabetów fonetycznych              |                                           |                                           |                                           |                                           |                                           |                                           |                                           |                                           |                                           |
| ⱸ                                         | ᶒ                                         | ᶓ                                         | ɜ                                         | ɝ                                         | ᶔ                                         | ɞ                                         | ə                                         | ɘ                                         | ǝ                                         |
| Symbole i skróty                          |                                           |                                           |                                           |                                           |                                           |                                           |                                           |                                           |                                           |
| €                                         | ∃                                         | ℯ                                         | ℇ                                         | ℰ                                         | ℥                                         |                                           |                                           |                                           |                                           |

## Inne reprezentacje
| Sygnalizacja                            | Sygnalizacja       | Sygnalizacja | Język migowy | Język migowy | Język migowy | Alfabet Braille’a |
| flaga Międzynarodowego Kodu Sygnałowego | Alfabet semaforowy | Kod Morse’a  | francuski    | kanadyjski   | polski       | Alfabet Braille’a |
| --------------------------------------- | ------------------ | ------------ | ------------ | ------------ | ------------ | ----------------- |
|                                         |                    | Eⓘ           |              |              | i            |                   |

## Kodowanie
| Znak                   | E                      | E                      | e                    | e                    |
| ---------------------- | ---------------------- | ---------------------- | -------------------- | -------------------- |
| Nazwa w Unikodzie      | Latin Capital Letter E | Latin Capital Letter E | Latin Small Letter E | Latin Small Letter E |
| Kodowanie              | dziesiątkowo           | szesnastkowo           | dziesiątkowo         | szesnastkowo         |
| Unicode                | 69                     | U+0045                 | 101                  | U+0065               |
| UTF-8                  | 69                     | 45                     | 101                  | 65                   |
| Odwołania znakowe SGML | &#69;                  | &#x0045;               | &#101;               | &#x0065;             |
| ASCII1                 | 69                     | 45                     | 101                  | 65                   |
| EBCDIC                 | 197                    | C5                     | 133                  | 85                   |

1 W tym pochodne ASCII, takie jak DOS, Windows, ISO-8859 i Macintosh